# 노앰 피틀릭
노앰 피틀릭(Noam Pitlik, 1932년 11월 4일 ~ 1999년 2월 18일)은 미국의 배우, 텔레비전 배우, 각본가, 영화 감독, 텔레비전 감독이다.
필라델피아에서 태어났으며 로스앤젤레스에서 사망하였다. 사인은 폐암이다.

## 영화
- 윙스 (1990년)
- 특종 기사 (1974년)
- 샌포드 앤 선 (1972년)
- 다운힐 레이서 (1969년)
- 졸업 (1967년)
- 포춘 쿠키 (1966년)
- FBI (1965년)
- 호간의 영웅들 (1965년)
- 위스키 전쟁 (1965년)
- 아내는 요술쟁이 (1964년)
- 도망자 (1963년)
- 기다리는 아이 (1963년)
- 전투 (1962년)
- 벤 케이시 (1961년)